# المجلس الأعلى للتخطيط والتنمية (الكويت)
المجلس الأعلى للتخطيط والتنمية في دولة الكويت ، هو مجلس تأسس في 9 فبراير 1986 ، يتولى المجلس الإشراف على شؤون التخطيط والتنمية في الكويت وكان مسمى المجلس سابقاً منذ تأسيسه حتى 2004 هو المجلس الأعلى للتخطيط وفي سنة 2004 تغير المسمى إلى المجلس الأعلى للتخطيط والتنمية ، رئيس المجلس الأعلى للتخطيط والتنمية حالياً هو الشيخ أحمد عبدالله الأحمد الصباح رئيس مجلس الوزراء.

## اختصاصات المجلس
- الإشراف على إعداد الرؤية المستقبلية وتحديد الأهداف الإستراتيجية للدولة ووضع استراتيجيات وخطط التنمية وبرامج عمل الحكومة
- المشاركة في رسم السياسة العامة واقتراح التشريعات والنظم والمشروعات التنموية الكبرى لتحقيق الأهداف التنموية ورفعها لمجلس الوزراء لاعتمادها
- المشاركة في رسم السياسة المستقبلية وتحديد التوجهات العامة فيما يتعلق بشؤون التنمية وتطوير مختلف مجالاتها وربط مخرجات التعليم بالتنمية
- اقتراح الوسائل والآليات المناسبة لتأكيد اتصال خطط التنمية المتتالية وبط المشاريع التنموية ببرنامج عمل الحكومة لتحديد أهداف المسار الإقتصادي للبلاد وفق البرامج الزمنية اللازمة لتنفيذ هذه الخطط
- اقتراح التوصيات اللازمة لتعزيز التكامل بين القطاعين العام والخاص بما يحقق اهادف التنمية الشاملة
- وضع التصورات التي من شأنها تطوير برنامج عمل الحكومة والآليات اللازمة لتنفيذ ورفع كفاءة الأجهزة القائمة على التنفيذ ومتابعتها من خلال تقديم تقارير دورية منتظمة إلى مجلس الوزراء
- متلبعة تنفيذ المشروعات الكبرى ودراسة الاقتراحات وتقديم تقارير بشأنها
- اعداد الملاحظات عن تقارير ديوان المحاسبة بشأن عمل الأجهزة الحكومية وردود الحكومة عليها واقترح الإجراءات الكفيلة بمعالجة هذه الملاحظات
- اقتراح الآليات المناسبة لتحديث البيانات وتفعيل ترابط شبكة نظم المعلومات في الدولة
- نقديم الدراسات والتوصيات في الموضوعات التي تحال إليه من مجلس الوزراء

## رئاسة المجلس
يرأس المجلس الأعلى للتخطيط والتنمية رئيس مجلس الوزراء وله أن يفوض من يرى من الوزراء برئاسة المجلس

## التشكيل الحالي للمجلس
وفقاً للمرسوم رقم 27 لسنة 2022 يشكل المجلس الأعلى للتخطيط والتنمية رئيس مجلس الوزراء أو من يفوضه من الوزراء وعضويته: 
- نائب رئيس مجلس الوزراء وزير النفط

- وزير الدولة لشؤون مجلس الوزراء

- وزير الدولة لشؤون الاتصالات

- وزير الدولة للشؤون الاقتصادية والاستثمار

- وزير التربية

- وزير الصناعة والتجارة